# Speelgoedmuseum Kinderwereld Roden
Het Speelgoedmuseum Kinderwereld is een speelgoedmuseum in Roden, een dorp in het noordwesten van de Nederlandse provincie Drenthe. Het museum is gevestigd in een voormalige dokterswoning aan de Brink en herbergt een uitgebreide collectie speelgoed uit de periode 1850 tot heden.

## Geschiedenis
Het museum werd in 1970 opgericht door de plaatselijke VVV en de Vereniging van Volksvermaken. Er werd een oproep gedaan in de krant om op zolder te kijken naar historisch speelgoed, waarop vele reacties kwamen. Een grote collectie speelgoed dat in bruikleen was van een rijke vrouw uit Den Haag vormde samen met vele donaties de basis van de collectie. Het museum werd op 24 april 1970 geopend door de Drentse commissaris van de Koningin mr. K. H. Gaarlandt. In het museum was een speciaal hoekje opgericht over Ot en Sien. Een van de schrijvers van de Ot en Sien boeken, Hindericus Scheepstra, werd geboren in Roden.
In 1974 werd het gebouw aan de Brink 31, een voormalig doktershuis dat bekend staat als het 'Pietershuys', verbouwd om ruimte te maken voor het museum. Het museum verhuisde in 1976 naar de huidige locatie.

### Uitbreiding
De verhuizing van het museum naar een nieuwe locatie betekende dat het museum verder kon uitbreiden. In 1978 werden plannen gemaakt om de museumtuin te veranderen in een oud schoolplein. Deze werd door middel van financiële steun van Jantje Beton gerealiseerd. Op dit schoolplein werden allerlei 'attracties voor de jeugd' tentoongesteld. In de jaren daarna werd het museum en de museumwerking steeds verder uitgebreid. Zo werd het vanaf midden jaren '90 mogelijk voor kinderen om met tentoongesteld speelgoed te spelen.
In 2010 werd het museum opnieuw uitgebreid. Een activiteitencentrum met de naam 'Kaleidoscoop' werd geopend, waardoor het museum meer bezoekers kan ontvangen. Bij de opening waren de Commissaris van de Koningin Jacques Tichelaar, tv-presentator Jochem van Gelder en leerlingen van een lokale basisschool aanwezig om het gebouw te openen.

### Schade door Japanse duizendknoop
In 2022 werd het pand geteisterd door Japanse duizendknoop. Omdat de planten grote schade konden veroorzaken aan het pand, moesten ze worden verwijderd. De kosten daarvan waren bijna 100.000 euro.

## Collectie
De vaste collectie van speelgoedmuseum Kinderwereld bestaat uit antiek speelgoed zoals poppen, treinen, auto’s, LEGO tot aan oude speelautomaten. Het museum had in 2014 ongeveer 15.000 objecten in bezit waarvan ongeveer de helft in de permanente tentoonstelling te zien is.
De collectie omvat onder meer:
- Een grote collectie antiek buitenspeelgoed zoals Vliegende Hollanders, vélocipèdes, tollen en driewielers
- Steiff knuffels
- Juliana poppen
- Een Bimbobox
- Antieke treinen
- Blikken en mechanisch speelgoed, waaronder stukken van Lehmann[13]
- Fisher-Price
- Een Tsjechisch poppentheater
- Poppenhuizen
- Constructiespeelgoed van Meccano en Mobaco

## Galerij

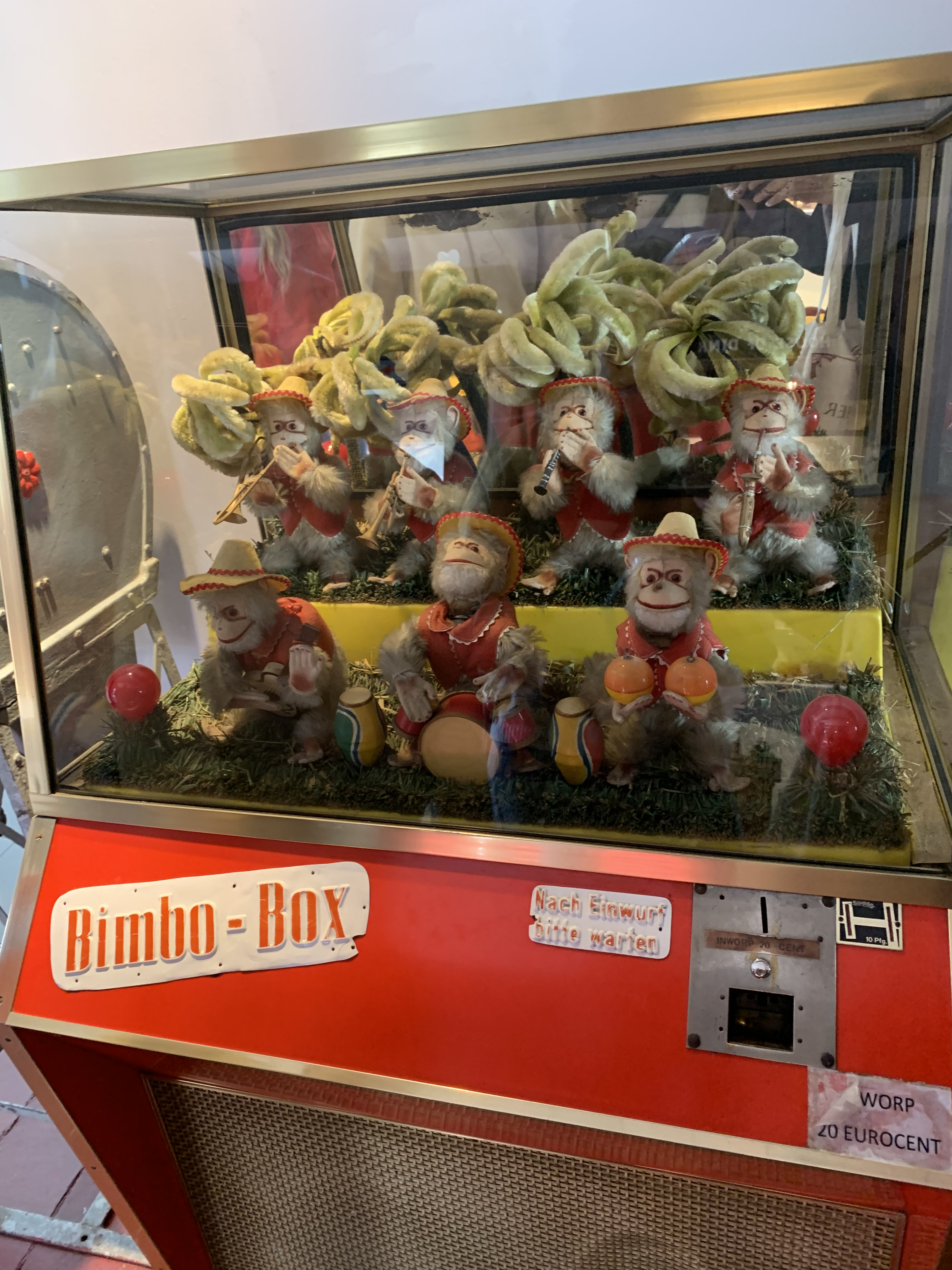
Bimbobox
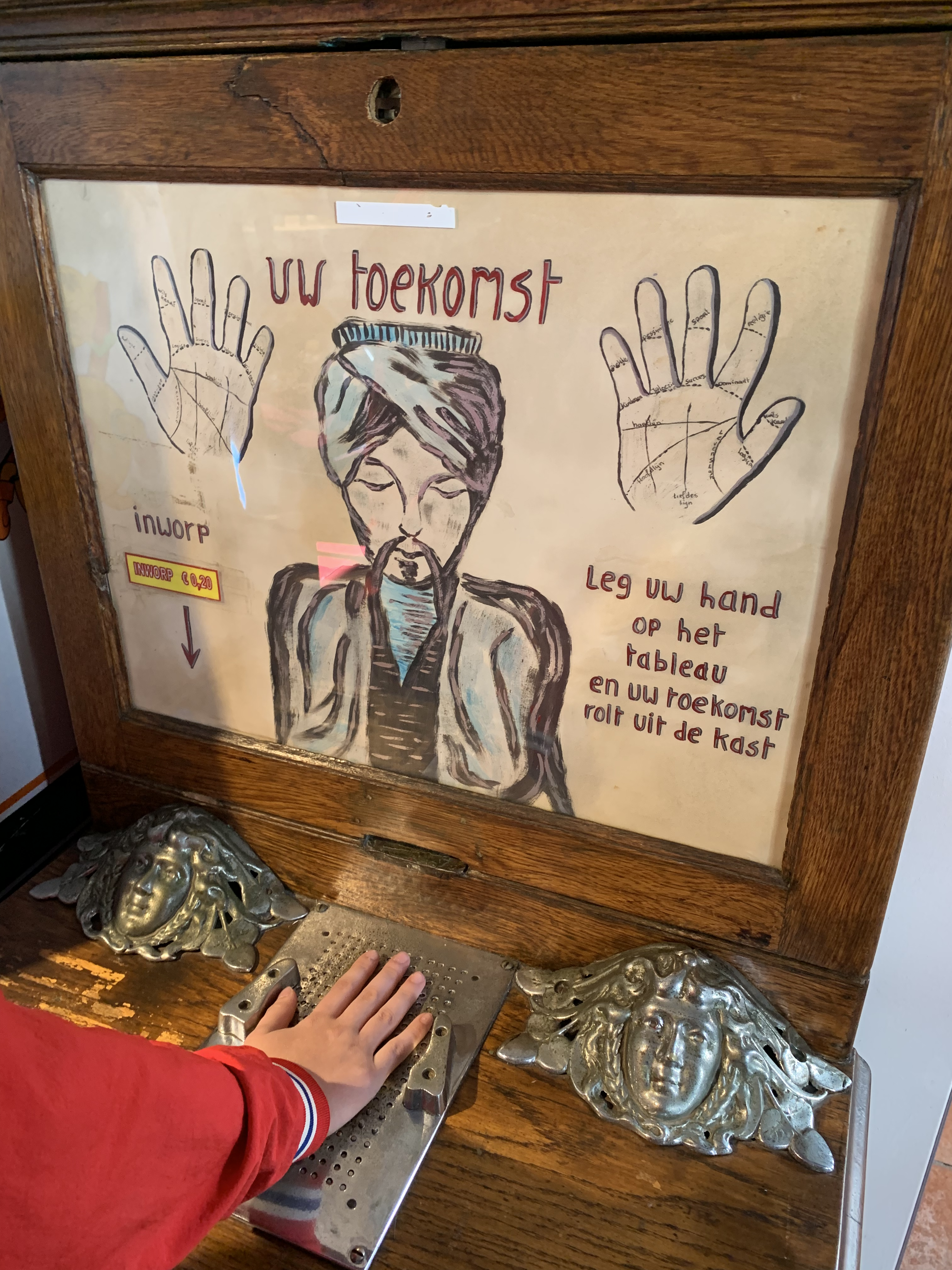
Waarzegmachine
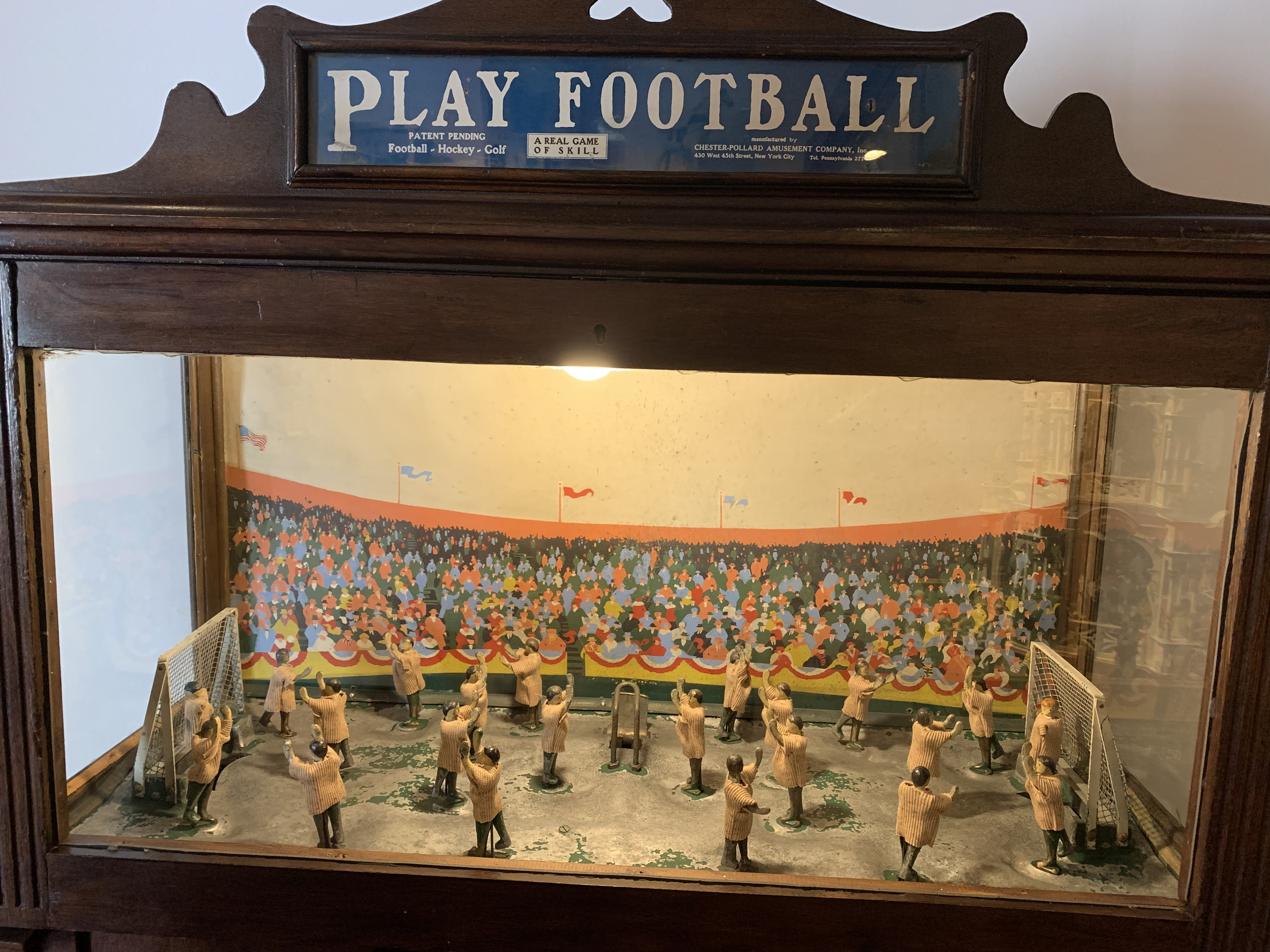
Historisch voetbalspel museum Kinderwereld

## Publicaties
- Duyff, Peter; van der Veer, Janneke (1995) Mijn speelgoed. Roden : Nederlands Museum Kinderwereld.[14] OCLC 943624995